# سارا مویل
سارا مویل (زاده ۱۴ سپتامبر ۱۹۶۹) یک هنرپیشه انگلیسی است که برای نقش‌هایش به عنوان لیندا فاوست در تولیدات صحنه‌ای مختلف اورشلیم و والری پیتمن در سریال پزشکان بی‌بی‌سی شناخته می‌شود. مویل همچنین نقش تکرارشونده کارولین سوان را در سریال تلویزیونی تلویزیونی امردیل به تصویر کشید. مویل برای بازی در نقش والری در Doctors برنده جایزه بهترین اجرای کمدی در جوایز صابون بریتانیایی ۲۰۱۹ شد.
در سپتامبر ۲۰۱۸، مویل ۲۸۲ کیلومتر در رواندا دوچرخه سواری کرد تا پول و آگاهی برای خانه‌های کودکان جمع‌آوری کند. او همچنین از طرفداران انجمن آلزایمر است و در ماراتن لندن در سال ۲۰۰۰ شرکت کرد تا برای این مؤسسه خیریه پول جمع کند. در سال ۲۰۲۰، مویل برای خیریه ای که حامی آن است، Embracing Arts, با دوچرخه سواری ۴۶ مایلی در اطراف لندن، پول جمع‌آوری کرد.

## فیلم‌شناسی
| سال              | عنوان                   | نقش               | یادداشت‌ها                                 |
| ---------------- | ----------------------- | ----------------- | ----------------------------------------- |
| ۱۹۹۷             | امپراتوری برتاس         | دو برابر کارول    | قسمت: "شیر درون را بیدار کن"              |
| ۱۹۹۷             | نگه داشتن مامان         | مادر              | قسمت: "حادثه"                             |
| ۱۹۹۷             | زود بهبود ببین          | پرستار            | ۳ قسمت                                    |
| ۱۹۹۸             | روجر                    | دبورا کیلی        | قسمت: "در آسمان کابین‌های کوچک وجود ندارد" |
| ۲۰۰۴             | متولد شده و پرورش یافته | دیزی میک          | قسمت: "خانه ای تقسیم شده"                 |
| ۲۰۰۶             | نور شهر                 | "شیرل"            | ۳ قسمت                                    |
| ۲۰۰۶             | قدرت نهایی              | لینت              | قسمت: راه حل‌های خشونت‌آمیز                 |
| ۲۰۰۶–۲۰۰۷        | افزونه‌ها                | کیمبرلی           | نقش تکراری؛ ۶ قسمت                        |
| ۲۰۰۷, ۲۰۰۹, ۲۰۱۵ | امردایل                 | کارولین سوان      | نقش تکراری                                |
| ۲۰۱۱             | مرد سفید وان            | مارگارت           | قسمت: "زلف"                               |
| ۲۰۱۱             | تاکسی‌های شیرین          | مونیکا چادویک     | دو قسمت                                   |
| ۲۰۱۲             | سه تا                   | دکتر هیلر         | قسمت: "خلاء"                              |
| ۲۰۱۲–۲۰۲۲        | دکترها                  | والری پیتمن       | نقش منظم                                  |
| ۲۰۱۳             | WPC 56                  | خانم روزمری لارنس | قسمت: "طبیعت حیوان"                       |
| ۲۰۱۳             | کوه خوشایند             | سینتیا            | قسمت: "۳٫۵"                               |
| ۲۰۱۵             | اسلحه کش                | روت               | فیلم                                      |
| ۲۰۱۷             | پایان‌های آزاد           | ژانت              | فیلم کوتاه                                |
| ۲۰۱۸             | سر تخم مشهور            | خودش              | شرکت کننده                                |
| ۲۰۱۹             | امروز صبح               | خودش              | مهمان                                     |
| ۲۰۲۳             | خواهر بونیفاس اسرار     | کنی دوماس         | قسمت: " سایه بارون باتنبرگ "              |